# Platydromia
Platydromia is een geslacht van kreeftachtigen uit de klasse van de Malacostraca (hogere kreeftachtigen).

## Soort
- Platydromia spongiosa (Stimpson, 1858)